# Halowe Mistrzostwa Świata w Lekkoatletyce 2016 – skok wzwyż kobiet
Skok wzwyż kobiet – jedna z konkurencji technicznych rozgrywanych podczas halowych lekkoatletycznych mistrzostw świata w Oregon Convention Center w Portlandzie.
Tytuł w 2014 roku zdobyły Marija Kuczina oraz Kamila Lićwinko, ale z powodu nieobecności Rosjanki tytułu wywalczonego w Sopocie broniła Polka.

## Terminarz
| Data     | Godzina |       |
| -------- | ------- | ----- |
| 20 marca | 13:00   | Finał |

## Rekordy
W poniższej tabeli przedstawiono (według stanu przed rozpoczęciem mistrzostw) halowe rekordy świata, poszczególnych kontynentów oraz halowych mistrzostw świata
|                                                        | Zawodnik             | Wynik | Miejsce     | Data                |
| ------------------------------------------------------ | -------------------- | ----- | ----------- | ------------------- |
| Halowy rekord świata                                   | Kajsa Bergqvist      | 2,08  | Arnstadt    | 4 lutego 2006(dts)  |
| Rekord halowych mistrzostw świata                      | Stefka Kostadinowa   | 2,05  | Arnstadt    | 8 marca 1987(dts)   |
| Halowy rekord Afryki                                   | Hestrie Cloete       | 1,97  | Birmingham  | 18 lutego 2001(dts) |
| Halowy rekord Ameryki Południowej                      | Solange Witteveen    | 1,94  | Brno        | 9 lutego 2000(dts)  |
| Halowy rekord Ameryki Północnej, Centralnej i Karaibów | Chaunté Howard       | 2,02  | Albuquerque | 26 lutego 2012(dts) |
| Halowy rekord Australii i Oceanii                      | Alison Inverarity    | 1,97  | Toronto     | 19 marca 1993(dts)  |
| Halowy rekord Azji                                     | Swietłana Zalewskaja | 1,98  | Athlone     | 18 lutego 2015(dts) |
| Halowy rekord Europy                                   | Kajsa Bergqvist      | 2,08  | Arnstadt    | 4 lutego 2006(dts)  |

## Listy światowe
Tabela przedstawia 10 najlepszych wyników uzyskanych w sezonie halowym 2016 przed rozpoczęciem mistrzostw.
| Lp. | Zawodnik          | Wynik | Data        | Miejsce     |
| --- | ----------------- | ----- | ----------- | ----------- |
| 1.  | Vashti Cunningham | 1,99  | 12 marca    | Portland    |
| 2.  | Ruth Beitia       | 1,98  | 6 marca     | Madryt      |
| 3.  | Akela Jones       | 1,98  | 11 marca    | Birmingham  |
| 4.  | Airinė Palšytė    | 1,97  | 27 stycznia | Chociebuż   |
| 5.  | Kamila Lićwinko   | 1,97  | 5 lutego    | Łódź        |
| 6.  | Blanka Vlašić     | 1,95  | 29 stycznia | Split       |
| 7.  | Chaunté Howard    | 1,95  | 6 lutego    | Albuquerque |
| 8.  | Levern Spencer    | 1,95  | 13 lutego   | Hustopeče   |
| 9.  | Michaela Hrubá    | 1,95  | 20 lutego   | Praga       |
| 10. | Alessia Trost     | 1,95  | 26 lutego   | Madryt      |

## Wyniki
| CR – rekord mistrzostw \| NR – rekord kraju \| AR – rekord kontynentu \| SB – najlepszy wynik w sezonie \| PB – rekord życiowy |

### Finał
| Poz. | Zawodniczka         | Reprezentacja     | 1,84 | 1,89 | 1,93 | 1,96 | 1,99 | Rezultat | Uwagi |
| ---- | ------------------- | ----------------- | ---- | ---- | ---- | ---- | ---- | -------- | ----- |
| 01 ! | Vashti Cunningham   | Stany Zjednoczone | o    | o    | o    | o    | xxx  | 1,96     |       |
| 02 ! | Ruth Beitia         | Hiszpania         | o    | o    | o    | xo   | xxx  | 1,96     |       |
| 03 ! | Kamila Lićwinko     | Polska            | xo   | o    | xo   | xo   | xxx  | 1,96     |       |
| 4.   | Airinė Palšytė      | Litwa             | xo   | o    | xxo  | xxo  | xxx  | 1,96     |       |
| 5.   | Sofie Skoog         | Szwecja           | o    | o    | o    | xxx  |      | 1,93     |       |
| 5.   | Levern Spencer      | Saint Lucia       | o    | o    | o    | xxx  |      | 1,93     |       |
| 7.   | Alessia Trost       | Włochy            | o    | o    | xo   | xxx  |      | 1,93     |       |
| 8.   | Erika Kinsey        | Szwecja           | o    | xxo  | xxo  | xxx  |      | 1,93     | SB    |
| 9.   | Doreen Amata        | Nigeria           | o    | o    | xxx  |      |      | 1,89     |       |
| 10.  | Lissa Labiche       | Seszele           | o    | xxo  | xxx  |      |      | 1,89     | NR    |
| 10.  | Isobel Pooley       | Wielka Brytania   | o    | xxo  | xxx  |      |      | 1,89     |       |
| –    | Priscilla Frederick | Antigua i Barbuda |      |      |      |      |      | DNS      |       |